# Niels Peter Jensen
Niels Peter Jensen, född 23 juli 1802 i Köpenhamn, död där 19 oktober 1846, var en dansk musiker. 
Jensen, som från barnaåren var blind, fick sin utbildning hos Friedrich Kuhlau och August Wilhelm Hartmann. Han blev en framstående flöjtist samt organist vid Sankt Petri Kirke och åtnjöt högt anseende som musiker; han var bland annat Johan Peter Emilius Hartmanns lärare i instrumentation. Till Det Kongelige Teater komponerade han sångstycket Robinson (1834) och musik till Adam Oehlenschlägers Væringerne i Miklagård. Dessutom komponerade han olika tillfällighetskantater, pianostycken samt en rad kompositioner for flöjt, vilka delvis utkom i tryck.